# Французский референдум по Эвианским соглашениям (1962)
 Французский референдум по Эвианским соглашениям  о независимости Алжира проводился 8 апреля 1962 года. Он должен был ратифицировать ранее принятые соглашения о Временном правительстве Алжирской Республики, которое было основано политическим крылом Фронта национального освобождения Алжира.
Референдум был одобрен 91% голосов и привёл к провозглашению независимости Алжира. 
Вопрос, вынесенный на референдум, был следующий:
« Approuvez-vous le projet de loi soumis au peuple français par le président de la République et concernant les accords à établir et les mesures à prendre au sujet de l'Algérie sur la base des déclarations gouvernementales du 19 mars 1962 ? »
« Одобряете ли Вы законопроект, представленный французскому народу Президентом Республики относительно соглашений и мер к принятию на предмет Алжира на основе государственных заявлений 19 марта 1962 года? »
Говоря простыми словами, вопрос был следующий «Одобряете ли Вы Эвианские соглашения, заканчивающие войну в Алжире?».

## Результаты
| Участие в референдуме:           |            |        |
| Бюллетеней опущено               | 20 779 303 | 75,34% |
| Не голосовало                    | 6 802 769  | 24,66% |
| Всего избирателей                | 27 582 072 | 100%   |
| Опущенные бюллетени:             |            |        |
| Действительных                   | 19 675 497 | 94,69% |
| Незаполненных и недействительных | 1 103 806  | 5,31%  |
| Всего голосов                    | 20 779 303 | 100%   |
| Да и Нет:                        |            |        |
| Да (за)                          | 17 866 423 | 90,81% |
| Нет (против)                     | 1 809 074  | 9,19%  |
| Всего                            | 19 675 497 | 100%   |

## Референдум в Алжире
В том же году 1 июля в Алжире проводился аналогичный референдум с вопросом: «Хотите ли Вы, чтобы Алжир стал независимым государством, сотрудничающим с Францией на условиях, определённых 19 марта 1962 года?». 
Большинство европейцев к тому времени уже покинули Алжир, избегая смертельной опасности от Фронта национального освобождения и не участвовали в голосовании. Референдум был одобрен более 91% голосов.